# Рабат (Казахстан)
Раба́т (каз. Рабат) — село у складі Казигуртського району Туркестанської області Казахстану. Адміністративний центр сільського округу Каракози Абдалієва.
До 1992 року село називалось Фогелево і до його складу були включені сусідні села: Победа (Сасикбаси), Каракія та Каратобе.
Населення — 4166 осіб (2021; 4305 у 2009, 3873 у 1999, 3452 у 1989).